# Косоногово (Ярославская область)
Косоногово — деревня в Любимском районе Ярославской области России.
В рамках административно-территориального устройства относится к Осецкому сельскому округу Любимского района, в рамках организации местного самоуправления включается в Осецкое сельское поселение.

## География
Деревня находится в северо-восточной части области, в подзоне южной тайги, к западу от автодороги 78К-0008, на расстоянии примерно 6 километров (по прямой) к юго-западу от города Любима, административного центра района. Абсолютная высота — 137 метров над уровнем моря.

### Климат
Климат характеризуется как умеренно континентальный, с умеренно тёплым влажным летом, умеренно-холодной зимой и ярко выраженными сезонами весны и осени. Среднегодовая температура воздуха +3,2 °C. Средняя температура воздуха самого холодного месяца (января) — −11,7 °C (абсолютный минимум — −35 °C), средняя температура самого тёплого (июля) — +18,2 °С (абсолютный максимум — +34 °C). Безморозный период длится около 214 дней. Годовое количество атмосферных осадков составляет 641 мм, из которых большая часть (около 70 %) выпадает в тёплый период. Устойчивый снежный покров держится в течение 151 дня.

### Часовой пояс
Косоногово, как и вся Ярославская область, находится в часовой зоне МСК (московское время). Смещение применяемого времени относительно UTC составляет +3:00.

## Население
| 2007 | 2010 |
| ---- | ---- |
| 0    | →0   |